# Fumaria coccinea
Fumaria coccinea är en vallmoväxtart som beskrevs av Richard Thomas. Lowe och Herbert William Pugsley. Fumaria coccinea ingår i släktet jordrökar, och familjen vallmoväxter. Inga underarter finns listade i Catalogue of Life.